# Liste der mexikanischen Botschafter in Israel
Die Botschaft befindet sich in 25 Hamared St. Trade Tower 5° floor, Tel Aviv 68125, Israel.

## Botschafter
| Ernennung Akkreditierung | Name                                  | Bemerkungen                                                 | ernannt von                   | akkreditiert bei der Regierung | Posten verlassen |
| ------------------------ | ------------------------------------- | ----------------------------------------------------------- | ----------------------------- | ------------------------------ | ---------------- |
| 1956                     | Gustavo Ortiz Hernán                  |                                                             | Adolfo Ruiz Cortines          | Yitzhak Ben-Zvi                | 1959             |
| 1959                     | Rodolfo Navarrete Tejero              | Geschäftsträger Anfang 1974 Botschafter in Berlin, Finnland | Adolfo López Mateos           | Yitzhak Ben-Zvi                | 1960             |
| 1960                     | Héctor Cruz Manjarrez Moreno          | Geschäftsträger                                             | Adolfo López Mateos           | Yitzhak Ben-Zvi                | 1960             |
| 1960                     | Jorge Daesslé Segura                  | Aufwertung der Auslandsvertretung zur Botschaft.            | Adolfo López Mateos           | Yitzhak Ben-Zvi                | 1964             |
| 1964                     | Rafael Nieto del Castillo             |                                                             | Gustavo Díaz Ordaz            | Zalman Shazar                  | 1967             |
| 1967                     | Luis Jesús Weckmann Muñoz             |                                                             | Gustavo Díaz Ordaz            | Zalman Shazar                  | 1969             |
| 1969                     | José Joaquín Bernal y García Pimentel |                                                             | Gustavo Díaz Ordaz            | Zalman Shazar                  | 1971             |
| 1971                     | Rosario Castellanos Figueroa          |                                                             | Luis Echeverría Álvarez       | Zalman Shazar                  | 1974             |
| 1974                     | Benito Berlín Ovseyech                |                                                             | Luis Echeverría Álvarez       | Ephraim Katzir                 | 1976             |
| 1977                     | Roberto Casellas Leal                 |                                                             | José López Portillo           | Ephraim Katzir                 | 1979             |
| 1979                     | Alfonso León de Garay Castro          |                                                             | José López Portillo           | Yitzhak Navon                  | 1983             |
| 1983                     | Felipe Raúl Valdés Aguilar            |                                                             | Miguel de la Madrid Hurtado   | Chaim Herzog                   | 1987             |
| 1987                     | Rogelio Martínez Aguilar              |                                                             | Miguel de la Madrid Hurtado   | Chaim Herzog                   | 1991             |
| 1991                     | Guillermo Corona Muñoz                |                                                             | Carlos Salinas de Gortari     | Chaim Herzog                   | 1992             |
| 1992                     | Sergio Sierra Bernal                  | Geschäftsträger                                             | Carlos Salinas de Gortari     | Chaim Herzog                   | 1992             |
| 1992                     | Ignacio Ríos Navarro                  | Geschäftsträger                                             | Carlos Salinas de Gortari     | Chaim Herzog                   | 1993             |
| 1993                     | Rafael Rodríguez Barrera              |                                                             | Carlos Salinas de Gortari     | Ezer Weizman                   |                  |
| 1998                     | Juan Antonio Mateos Cícero            |                                                             | Ernesto Zedillo Ponce de León | Ezer Weizman                   |                  |
| 2001                     | Andrés Leopoldo Valencia Benavides    |                                                             | Vicente Fox Quesada           | Mosche Katzav                  |                  |
| 2005                     | Carlos Marcelino Rico Ferrat          |                                                             | Vicente Fox Quesada           | Mosche Katzav                  | 2006             |
| 2007                     | Federico Salas Lotfe                  |                                                             | Felipe Calderón Hinojosa      | Shimon Peres                   | 2015             |
| 2015                     | Benito Andión Sancho                  |                                                             | Enrique Peña Nieto            | Reuven Rivlin                  | 2016             |